# Satélite (álbum de Primavera de Praga)
Satélite es un disco de Primavera de Praga publicado el año 2009 (después de Primavera de Praga). Satélite vio la luz con la discográfica Feria Music y fue producido por el connotado músico chileno Álvaro Henríquez.
El primer sencillo que lanzaron fue Anoche con un video que mezcla imágenes reales con dibujos fue realizado por Esteban Vidal. Según emol, el video de Anoche "a los siete días de su estreno en YouTube, completó las diez mil visitas".

## Lista de canciones
Todas las canciones escritas y compuestas por Primavera de Praga. 
| N.º   | Título          | Duración |  |
| 1.    | «Satélite»      | 3:44     |  |
| 2.    | «Rinoceronte»   | 5:34     |  |
| 3.    | «Pájaro muerto» | 2:43     |  |
| 4.    | «Paracaídas»    | 4:03     |  |
| 5.    | «La nave»       | 3:22     |  |
| 6.    | «Capivara»      | 4:19     |  |
| 7.    | «Bajo el árbol» | 4:04     |  |
| 8.    | «Anoche»        | 4:31     |  |
| 9.    | «Jendrix»       | 5:36     |  |
| 10.   | «Laberinto»     | 3:52     |  |
| 41:48 |                 |          |  |

## Personal
Primavera de Praga
- Leo Saavedra – voz, guitarra, teclados
- Carlos Beltrán – guitarra
- Pablo Freire – bajo
- Boris Ramírez – batería
- Daniel Baeza – teclados

Músicos adicionales
- Álvaro Henríquez – producción, guitarras en Anoche y Jendrix, maracas en Bajo el árbol
- Manuel Basualto – batería final en Capavira, bombo en Rinoceronte
- Pablo Gálvez – solo de guitarra en Jendrix